# Catherina Pieroth-Manelli

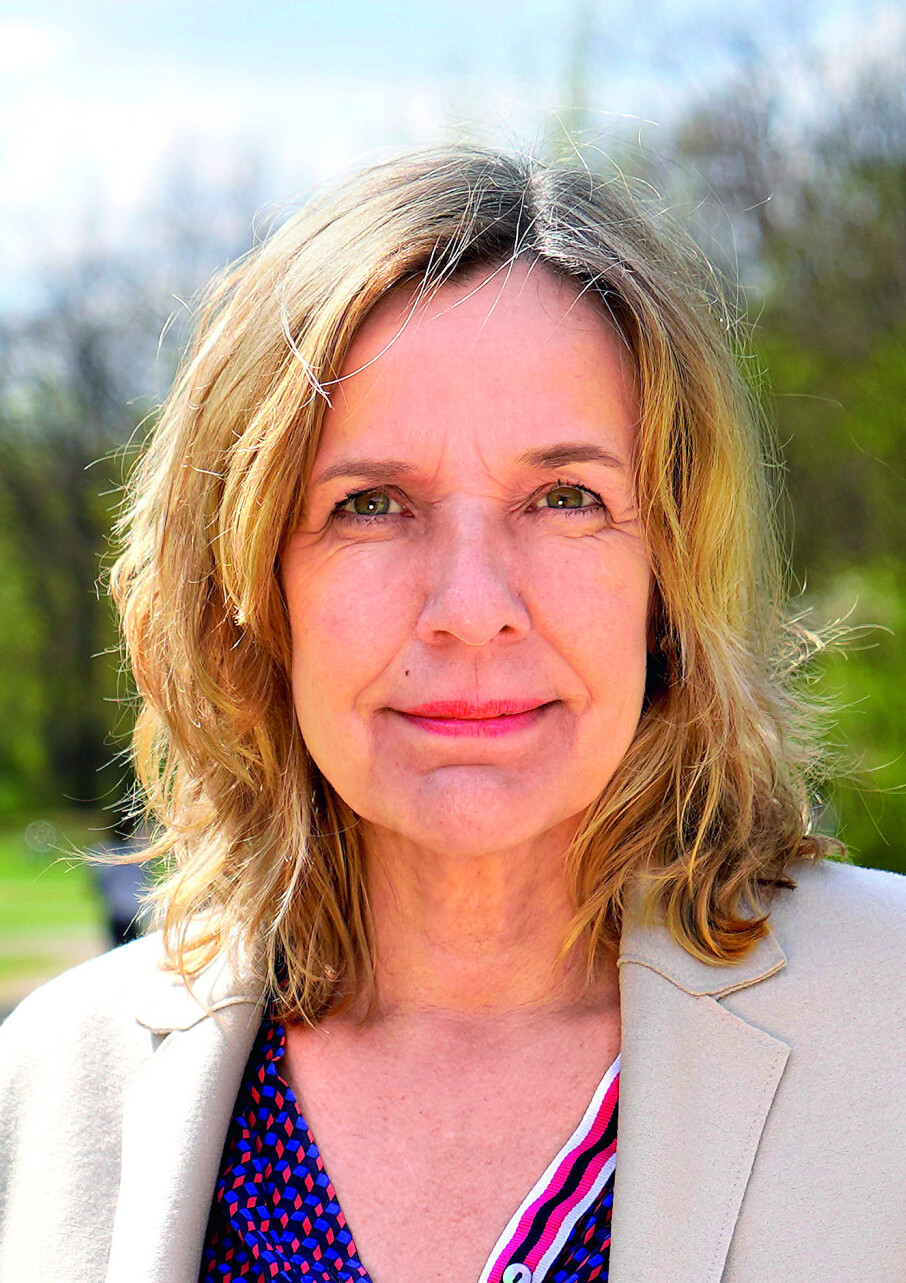
Catherina Pieroth (2022)

Catherina Pieroth-Manelli (* 16. Dezember 1966 in Wiesbaden) ist eine deutsche Politikerin und Mitglied im Abgeordnetenhaus von Berlin (Bündnis 90/Die Grünen).

## Biografie
Catherina Pieroth wurde als Tochter von Hannelore und Elmar Pieroth geboren. Nach ihrer Ausbildung zur Erzieherin studierte sie Philosophie und Erziehungswissenschaften (M.A.). Später leitete sie eine Kommunikationsagentur. Seit 2016 ist sie Abgeordnete der Fraktion Bündnis 90/Die Grünen im Berliner Abgeordnetenhaus. Dort ist sie Sprecherin für Gesundheit und Mitglied des Petitionsausschusses.

## Partei und Politik
Pieroth trat 2010 der Partei Bündnis 90/Die Grünen bei und wurde 2011 Landesgeschäftsführerin der Berliner Grünen. Von 2012 bis 2016 war sie als Geschäftsführerin für deren Fraktion im Abgeordnetenhaus tätig. Bei der Wahl zum Abgeordnetenhaus von Berlin 2016 errang sie im Wahlkreis Tempelhof-Schöneberg 2 auf Anhieb 30,7 Prozent der Erststimmen, womit sie den Wahlkreis erstmalig von der SPD zu den Grünen holte und direkt in das Landesparlament einzog. Bei der Abgeordnetenhauswahl 2021 und der Wiederholungswahl 2023 konnte sie ihren Sitz im Abgeordnetenhaus verteidigen und steigerte ihr Ergebnis auf 36,9 Prozent.
Von 2016 bis 2021 war Catherina Pieroth wissenschaftspolitische Sprecherin ihrer Fraktion. Dabei setzte sie sich für innovative Forschungsprojekte im Bereich Public Health und gendersensible Gesundheit ein. Sie trug dazu bei, den Vorstand der landeseigenen Charité mit einer neuen Position für Personal und Pflege neu zu strukturieren. Seit 2016 ist Catherina Pieroth außerdem gesundheitspolitische Sprecherin ihrer Fraktion. In dieser Funktion setzt sie sich dafür ein, multiprofessionelle und niedrigschwellige integrierte Versorgungsstrukturen in Berlin zu etablieren, in denen Beratung, Sprachmittlung und Ärzte sozialgesetzübergreifend unter einem Dach zusammenkommen. Mit dem von ihr angestoßenem Landesprogramm Integrierte Gesundheit wurden bereits vier Stadtteilgesundheitszentren in Berliner Bezirken umgesetzt.
Catherina Pieroth forderte 2018 als eine der Ersten gemeinsam mit ihrer Fraktion ein wissenschaftlich begleitetes Cannabis-Modellprojekt für Berlin, das die Grundlage für die heutige (Teil-)Legalisierung bildet. Wesentlich für sie ist die Verknüpfung mit mehr Aufklärungs- und Präventionsarbeit. Sie war maßgeblich an der Einführung des Berliner Drugchecking-Programms als Maßnahme zur „harm reduction“ beteiligt, das Konsumenten ermöglicht, Substanzen auf ihre Inhaltsstoffe testen zu lassen.
Catherina Pieroth gehört zu den Fürsprechern eines Green-Hospital-Programms für den klimaeffizienten Umbau des Krankenhauswesens. 2021 wurde dies unter Grüner Regierungsbeteiligung auch finanziell hinterlegt. „Klimaschutz ist Gesundheitsschutz“, so Catherina Pieroth. Gemäß dem Ansatz Health in All Policies vertritt Pieroth die Auffassung, dass entscheidende Weichen für die Gesundheit nicht nur in diesem Politikfeld gestellt werden. So beeinflussen Faktoren wie saubere Luft und weniger Lärm ebenfalls die Resilienz. Auch Bewegung und gute Ernährung seien Teil einer gesunden Lebensweise und müsse allen gleichermaßen ermöglicht werden. So setzt sie sich seit 2020 für frisches und regionales Essen in Krankenhäusern ein und forderte 2024 den Senat auf, sich im Bund für die Einführung einer Zuckersteuer einzusetzen.
Pieroth setzt sich im Rahmen der Debatte zur Regelung von Schwangerschaftsabbrüchen klar für Selbstbestimmung und Frauengesundheit ein. Sie forderte wiederholt öffentlich die Streichung der Paragraphen 219a StGB (Werbeverbot), welcher 2022 abgeschafft wurde, sowie des Paragraphen 218 StGB (Strafbarkeit von Schwangerschaftsabbrüchen).
Pieroth gehört zu den Erstunterzeichnern des Aktionsbündnisses Psychische Gesundheit Berlin, das sich für die Verbesserung der psychosozialen Versorgung in Berlin einsetzt. Vor diesem Hintergrund ist sie Befürworterin eines Psychiatriebudgets, das die Träger der freien Wohlfahrt aus der Zuwendungspolitik herauslöst und sich stattdessen für selbstverwaltete Budgets starkmacht.

## Weitere Tätigkeiten
Catherina Pieroth engagiert sich im Aufsichtsrat der Cooperative Mensch eG, da die gesellschaftliche Teilhabe von Menschen mit Behinderungen nach eigener Aussage ein Herzensthema für sie ist.
Als ehrenamtliche Vorständin bei Goldrausch e. V. setzt sie sich für Existenzgründerinnen und bildende Künstlerinnen auf ihrem Weg in die Professionalität ein. Dabei liegt der Fokus ausschließlich auf Frauen, da diese nach wie vor im bestehenden Finanzsystem und Kreditvergaben benachteiligt sind.